# 雙子神偷
《雙子神偷》，是2007年上映的香港動作喜劇電影，香港資深動作指導江道海唯一執導作品，由香港女子組合Twins主演。影片以雙胞胎為噱頭，以奪寶為題材。該片入圍臺灣《第44屆金馬獎》「最佳視覺效果」及香港《第27屆香港電影金像獎》「最佳動作指導」提名。

## 劇情簡介
從小被喇嘛收養的劉曦（吳京 飾演），與養父吉祥（洪金寶 飾演）一同護送「貢佛天珠」，途中被一班神秘人將天珠盜走。吉祥懷疑那一群神秘人與消聲匿跡多年的「雙子門」有關，於是找「雙子門」傳人校長常忠（元華 飾演）出手幫忙。 
「雙子門」是由一組雙胞胎組成，利用他們心靈相通的特質練就特異武術，還使用了樣貌相似之便製造不在場証明，為非作歹。 

## 角色列表

### 領銜主演
- 蔡卓妍 飾演 珍珠
- 鍾欣桐 飾演 寶珠
- 吳　京 飾演 劉曦/劉晨
- 洪金寶 飾演 吉祥
- 元　華 飾演 常忠/常勇
- 張　茜 飾演 李瑤
- 張致恆 飾演 忽必烈
- 石　修 飾演 莫教授
- 李燦森 飾演 林達

### 雙子門
- 梁自立 飾演 雲龍
- 梁自強 飾演 雲豹
- 莊思華 飾演 Mona（導演江道海外甥女[2]）
- 莊思明 飾演 Lisa（導演江道海外甥女[2]）
- 龍　則 飾演 阿狗
- 龍　飛 飾演 阿貓
- 梁冠堯 飾演 鐵頭
- 梁冠舜 飾演 銅頭
- 林　豪 飾演 Marco
- 林　傑 飾演 Polo
- 梁月雲 飾演 苗金鳳
- 八兩金 飾演 苗人鳳

### 其他角色
- 陸浩明 飾演 馬戲團司儀
- 區焯文 飾演 魔術 C
- 劉蜀永 飾演 魔術 B
- 梁茵祺 飾演 珍珠童年
- 梁斯祺 飾演 寶珠童年
- 張俊杰 飾演 小周
- 黎國鍾 飾演 馬戲團團長
- 廖旭銘 飾演 William
- 陳　浩 飾演 電視台主持
- 高　山 飾演 保鏢
- 偉　勇 飾演 保鏢
- 林　勉 飾演 管家
- 裘立爾 飾演 Happy
- 付傑銘 飾演 Jimmy
- 常寶真 飾演 老僧

## 外部連結
- 開眼電影網上《雙子神偷》的資料（繁體中文）
- 香港影庫上《雙子神偷》的資料（繁體中文）
- 时光网上《雙子神偷》的資料（简体中文）
- 豆瓣电影上《雙子神偷》的資料 （简体中文）
- 爛番茄上《雙子神偷》的資料（英文）
- 爛番茄上《雙子神偷》的資料（英文）
- AllMovie上《雙子神偷》的资料（英文）
- 互联网电影数据库（IMDb）上《雙子神偷》的资料（英文）